# Castel Rigone Calcio
Castel Rigone Calcio byl italský fotbalový klub sídlící ve vesnici Castel Rigone. Klub byl založen v roce 1998, zanikl v roce 2014.

## Umístění v jednotlivých sezonách
| Sezóny  | Liga                            | Úroveň | Z  | V  | R  | P  | VG | OG | +/- | B  | Pozice |
| ------- | ------------------------------- | ------ | -- | -- | -- | -- | -- | -- | --- | -- | ------ |
| 2009/10 | Serie D – sk. E                 | 5      | 34 | 15 | 10 | 9  | 54 | 33 | +21 | 55 | 3.     |
| 2010/11 | Serie D – sk. E                 | 5      | 34 | 19 | 5  | 10 | 64 | 44 | +20 | 62 | 2.     |
| 2011/12 | Serie D – sk. E                 | 5      | 34 | 15 | 5  | 14 | 55 | 42 | +13 | 50 | 4.     |
| 2012/13 | Serie D – sk. E                 | 5      | 34 | 20 | 8  | 6  | 58 | 25 | +33 | 68 | 1.     |
| 2013/14 | Lega Pro Sec. Divisione – sk. B | 4      | 34 | 10 | 4  | 20 | 39 | 56 | -17 | 34 | 17.    |